# Oberrheinischer Kulturpreis
Der Oberrheinische Kulturpreis wurde von der durch den Hamburger Unternehmer Alfred Toepfer initiierten Johann-Wolfgang-von-Goethe-Stiftung in Basel jährlich an Personen verliehen, die sich im Bereich der Heimatkunde oder Kulturforschung zur Region Oberrhein auszeichnen.
Die Verleihungen erfolgten von 1966 bis 1995 und wurden dann aufgrund politischer Kritiken eingestellt.

## Preisträger (Auswahl)
- 1966 – Georg Thürer, Friedrich Metz,
- 1967 – Hermann Schilli
- 1968 – Ernst Laur (posthum), Karl Ilg, Hans Furler
- 1969 – Paul Bertololy
- 1970 – Karl Pfleger
- 1973 – Johannes Künzig
- 1975 – Etienne Bilger, Emil Egli, Hans Killian[2]
- 1977 – Gustaf Adolf Wanner, Constantin Schäfer, Émile Georges Zink[3]
- 1982 – Benedikt Bilgeri, Wolfgang Müller
- 1983 – Adrien Finck
- 1984 – Lutz Röhrich, Conrad Winter, Hans Bringer[1]
- 1985 – Dino Larese
- 1986 – Freddy Raphaël (lehnte den Preis ab)[1]
- 1987 – Albin Fringeli
- 1988 – Rudolf Ritter
- 1990 – Elsie Attenhofer, Berndmark Heukemes[4]
- 1991 – Julian Dillier[5], Wolfgang Kehr
- 1992 – Hans Theo Baumann, Albert Hauser[6], Georg Malin
- 1993 – Ludwig Doerr
- 1994 – Walter Helmut Fritz